# Quartsextvorhalt
Ein Quartsextvorhalt ist ein doppelter Vorhalt, bei dem ein Quartvorhalt in die Terz und eine
vorgehaltene Sexte in die Quinte eines Akkords aufgelöst werden.
Der Quartsextvorhalt ist eine der dissonanten Erscheinungen eines Quartsextakkordes und tritt oft am Schluss von Abschnitten eines Musikstücks in einer Kadenz auf. 
Manche Musiktheoretiker sprechen in diesem Fall von einem kadenzierenden Quartsextakkord.
In der Generalbass-Bezifferung wird ein Quartsextvorhalt durch „6 – 5“ über „4 – 3“ unter den Basstönen bezeichnet:
| 6 – 5 |
| 4 – 3 |